# زمردماهیان
زمردماهیان (Labridae) نام یکی از خانواده‌های ماهیان است.
در آب‌های جنوبی ایران تنها یک گونه زمردماهی به نام زمردماهی دم‌جاروبی زندگی می‌کند.

## نگارخانه

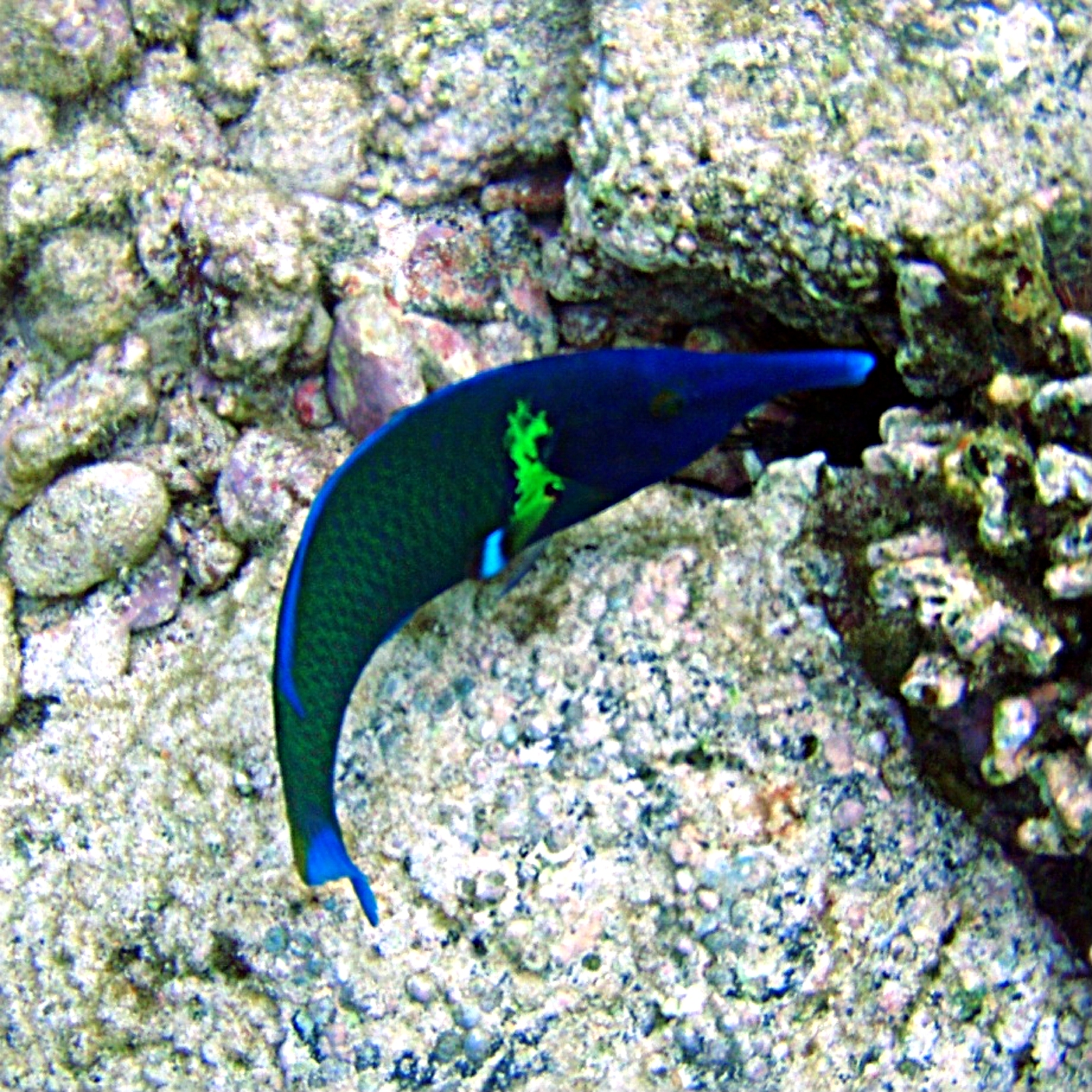
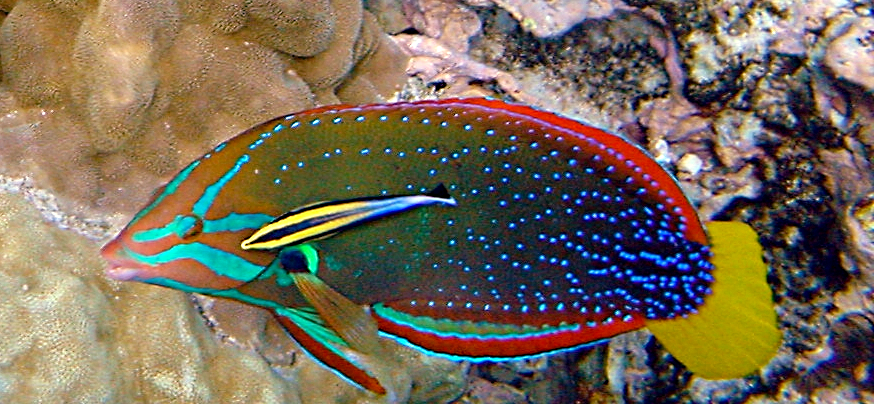
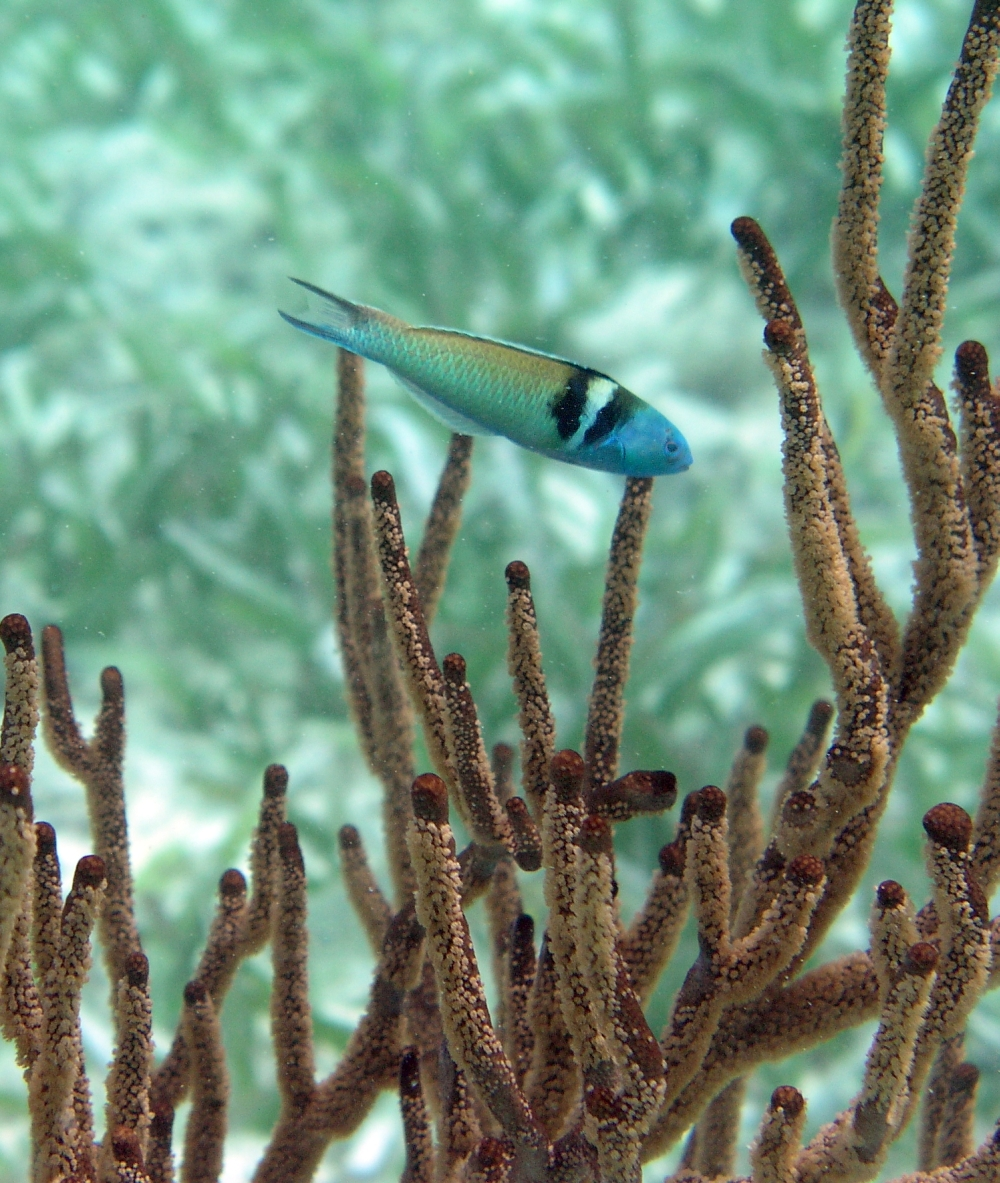
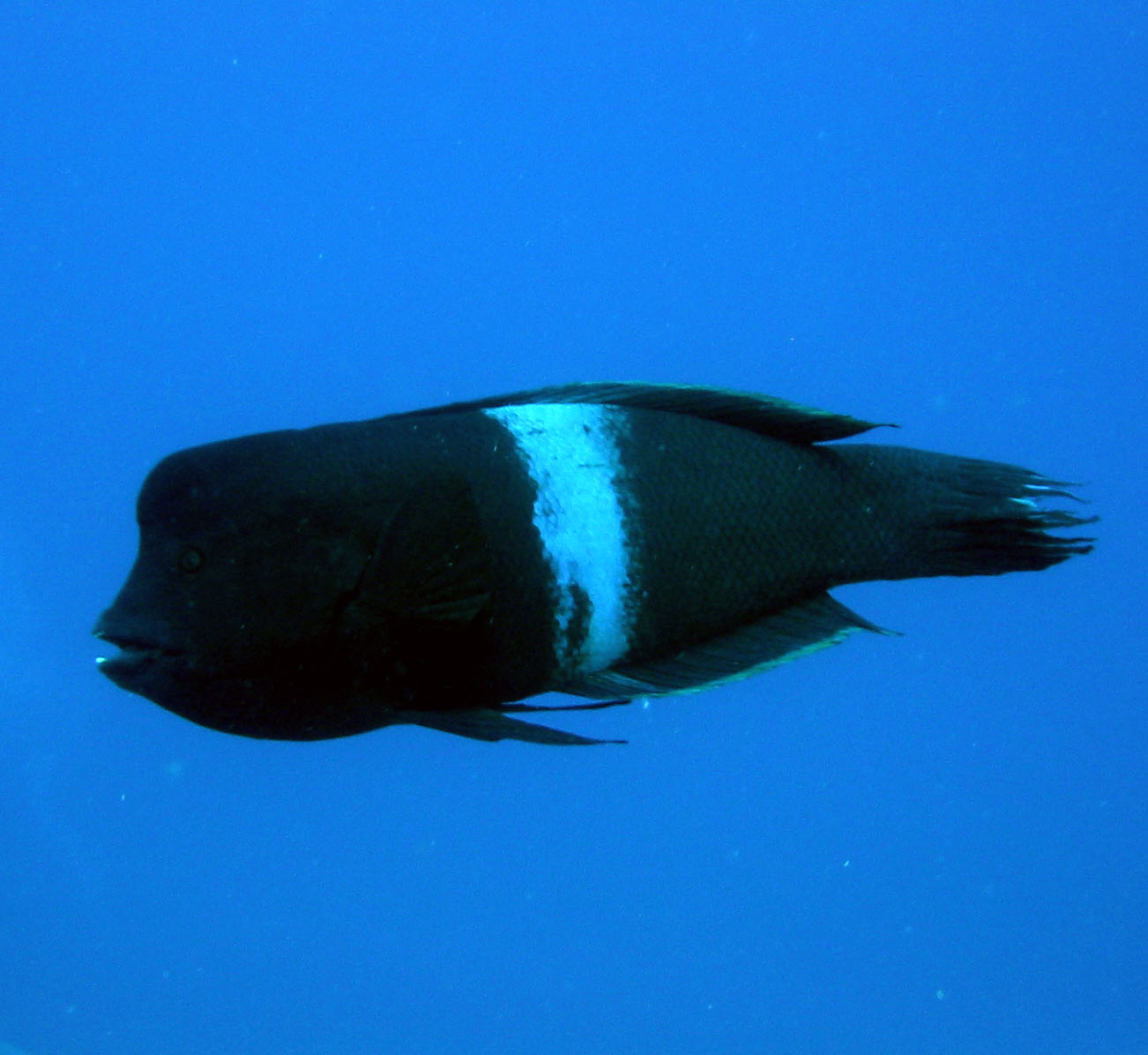
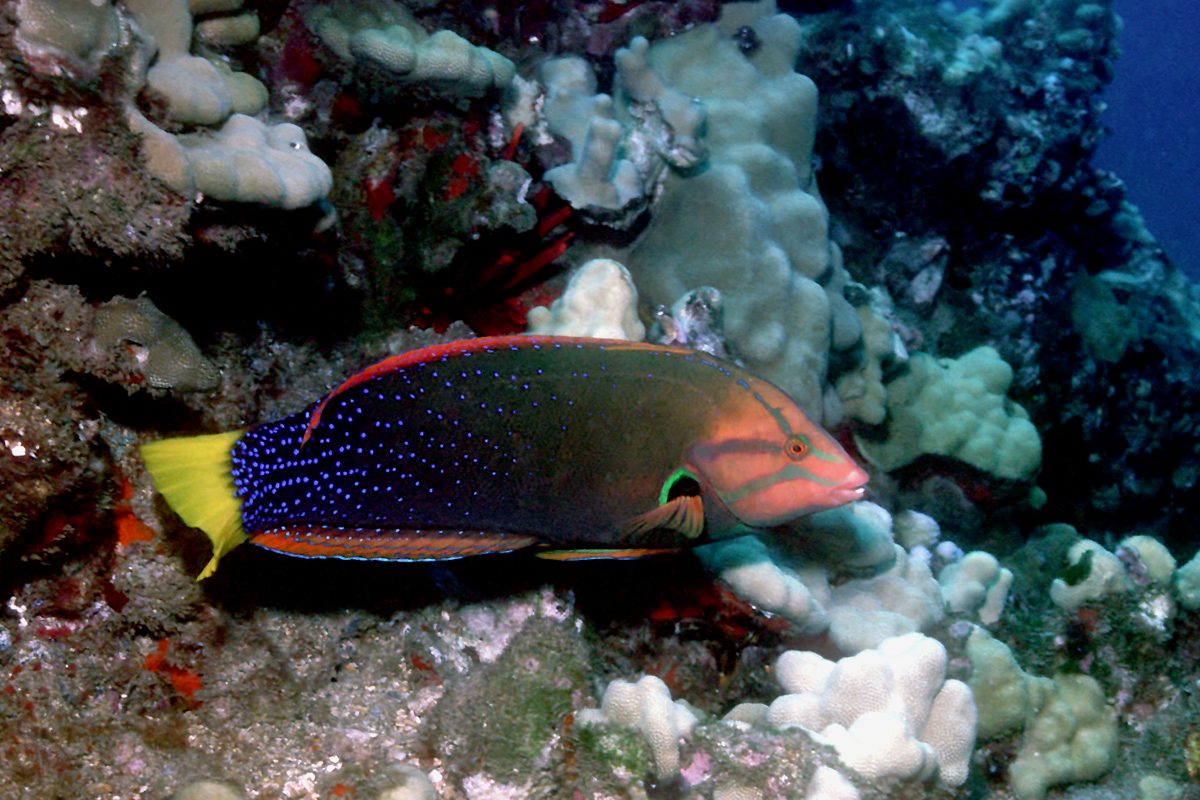
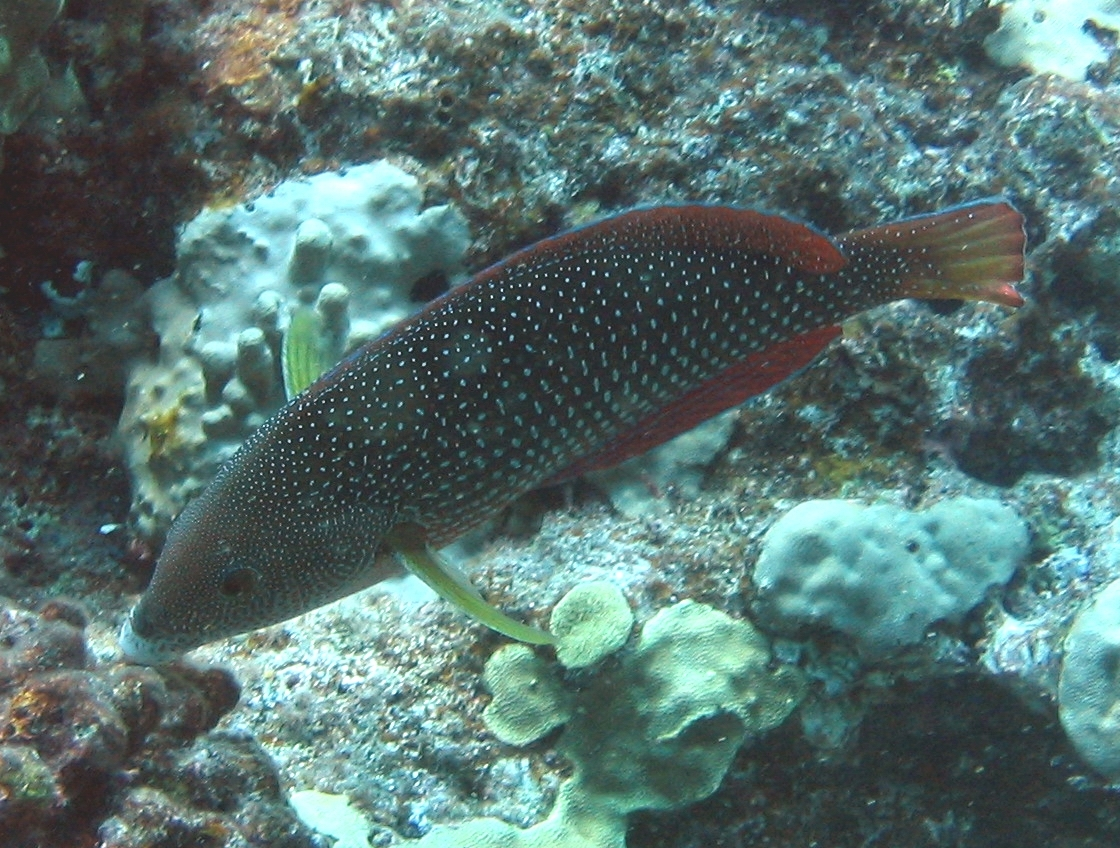
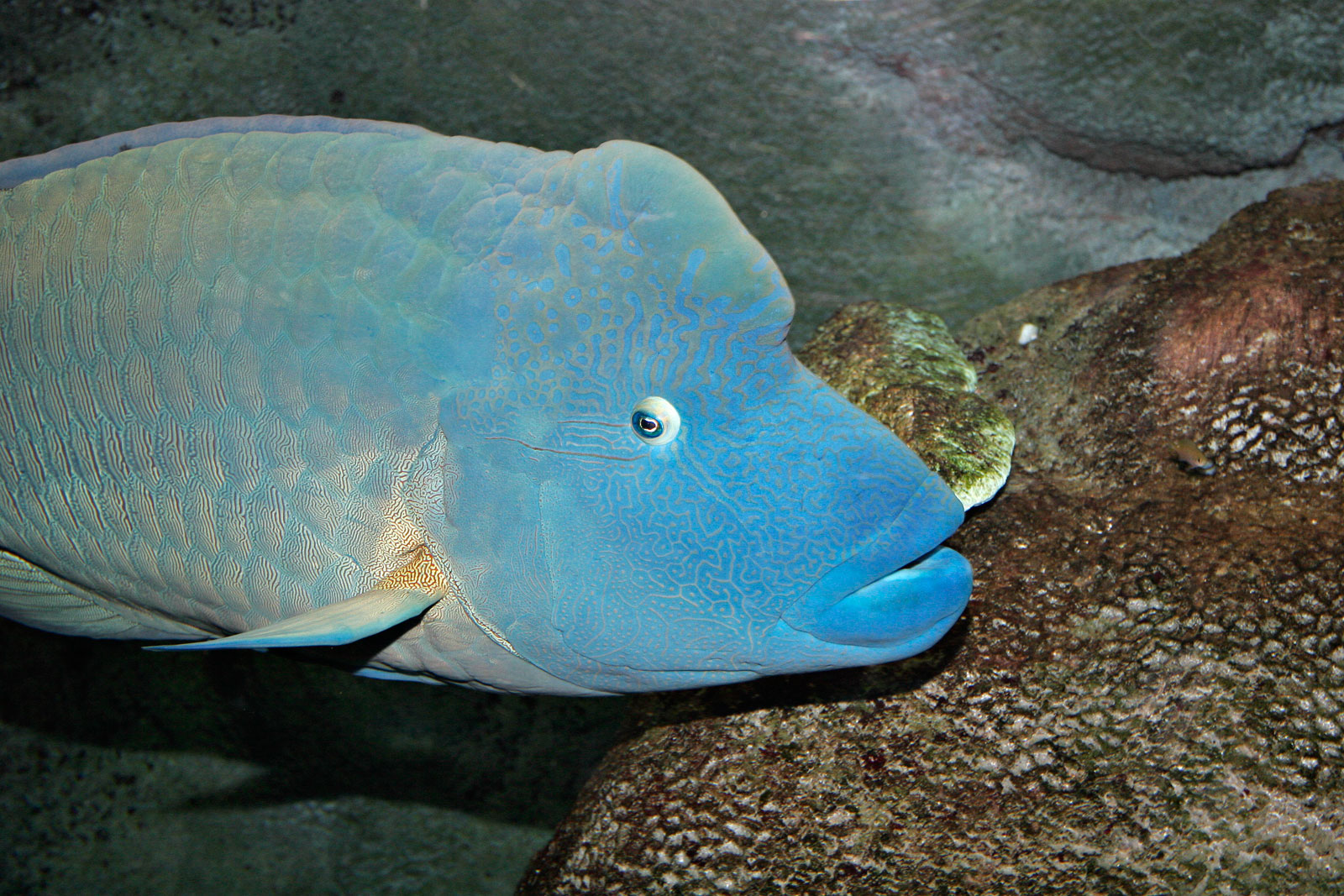
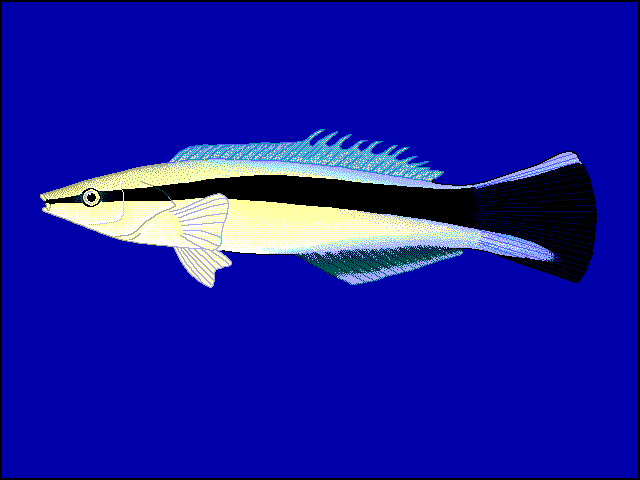
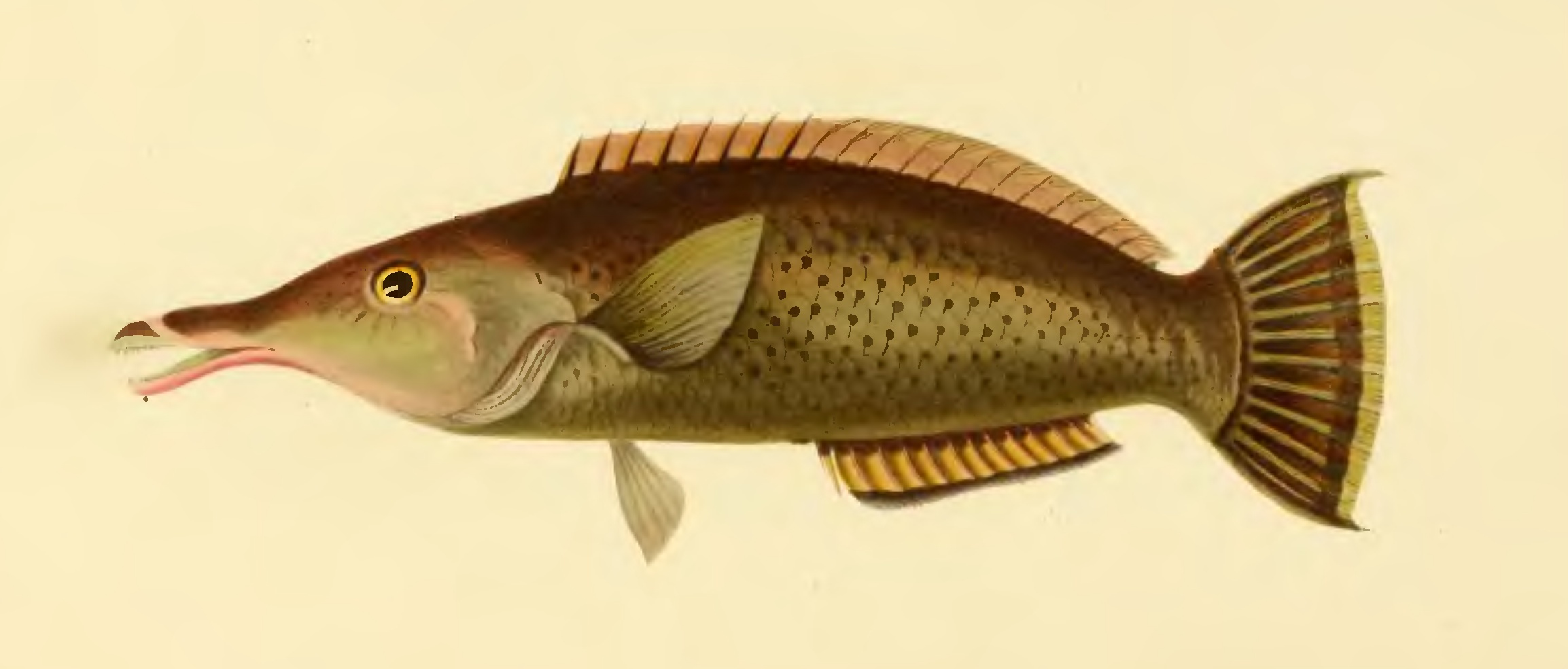
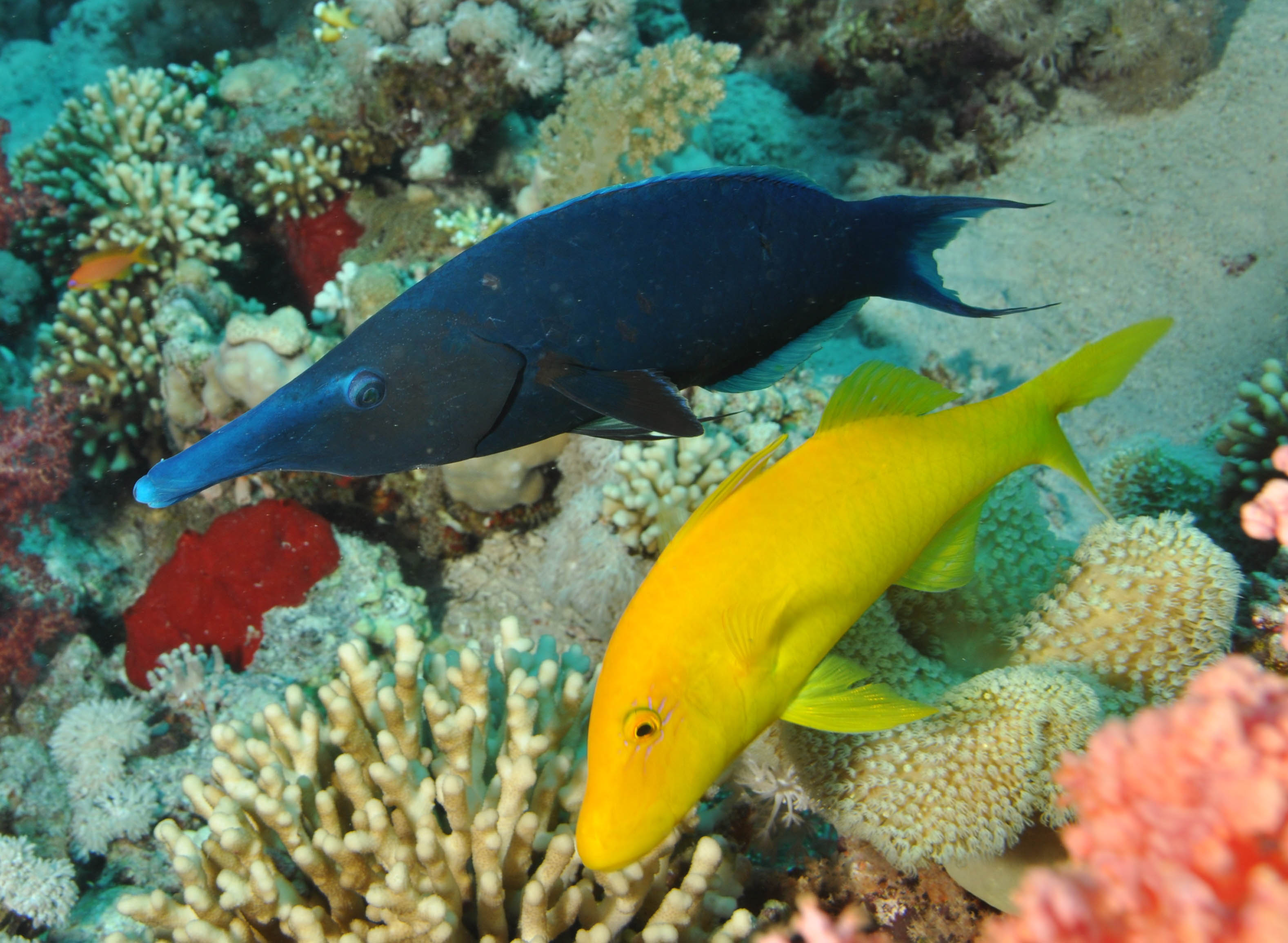
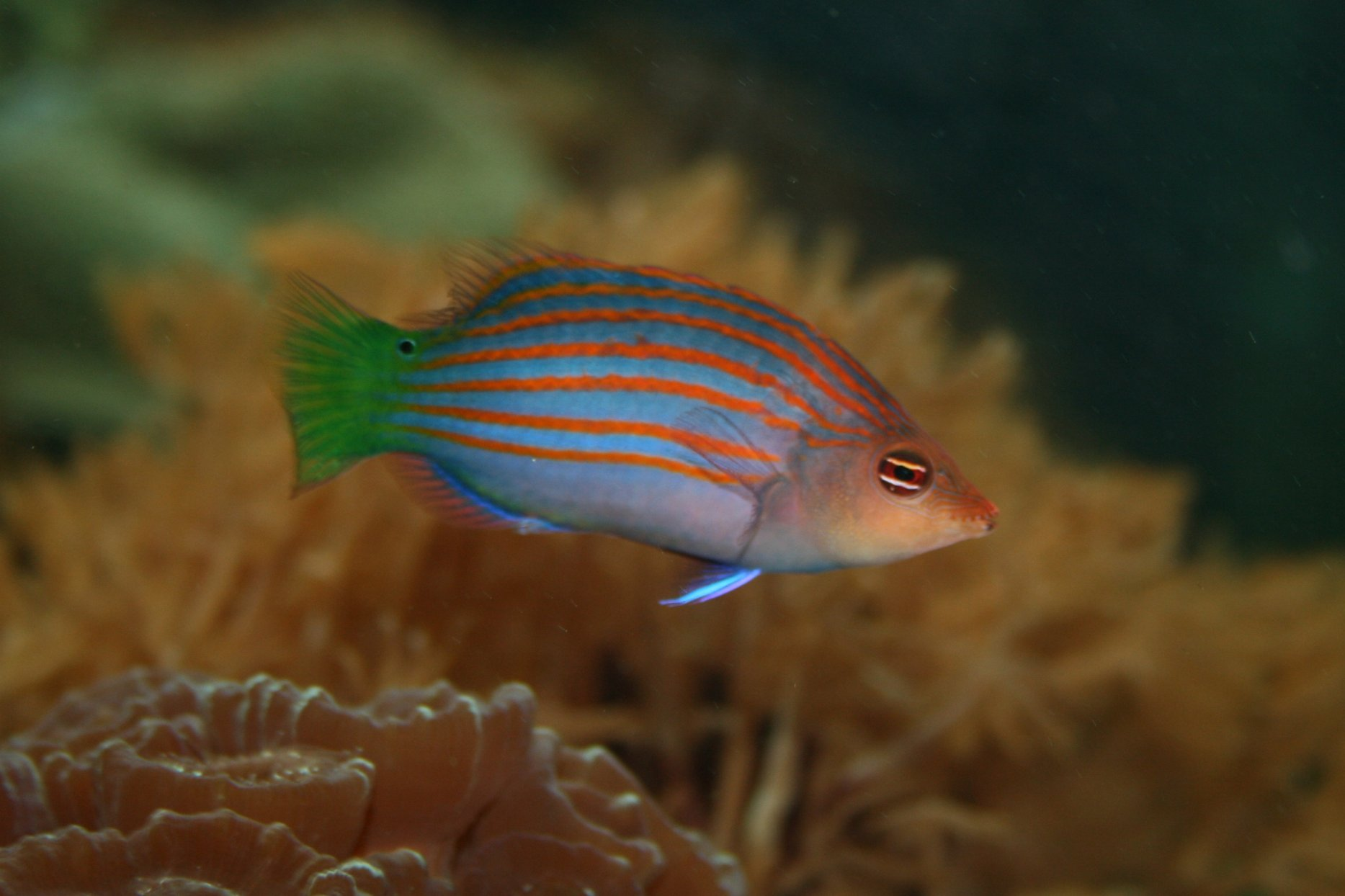